# Prieuré de Fischingen
Le prieuré de Fischingen est une ancienne abbaye, aujourd'hui prieuré bénédictin appartenant à la congrégation bénédictine de Suisse. Il se situe dans la commune de Fischingen, dans le canton de Thurgovie.

## Histoire
L'abbaye fut fondée en 1138 par Ulric II, évêque de Constance, afin d'offrir un abri aux pèlerins en route vers l'abbaye d'Einsiedeln. Elle fut construite en six ans avec une vaste hôtellerie et un haut clocher. Vers 1210 Fischingen, monastère double, comptait 150 moine et 120 religieuses à proximité. Les comtes de Toggenburg en étaient les protecteurs et sainte Ida de Toggenburg (en), qui y fut religieuse au XIIIe siècle, y est enterrée.
L'abbaye fut mise sous l'autorité de l'administration de Thurgovie au sein de l'ancienne Confédération suisse en 1460 et, en 1526, l'abbé et les quatre moines qui n'avaient pas fui embrassèrent la Réforme protestante et se lièrent. L'abbaye ouvrit à nouveau toutefois quelques décennies plus tard. Elle fut reconstruite, en particulier par l'abbé Seiler (1672-1688), au XVIIe siècle et au XVIIIe siècle en style baroque, avec des éléments exubérants de style rococo, comme en Bavière et en Allemagne méridionale. La nouvelle église date de 1687, avec une chapelle dédiée à sainte Ida en 1705 et de magnifiques grilles dans le chœur. C'est à cette époque que l'abbaye atteint son apogée intellectuel et matériel, notamment sous les abbés Franz Troger (1688-1728) et Nikolaus Degen (1747-1776).
Le grand conseil de Thurgovie se prononça pour la dissolution de l'abbaye le 27 juin 1848 et elle fut vendue à une manufacture de textile en 1852. Elle fut ensuite rachetée par une association catholique en 1879 qui y installa un orphelinat.

## Aujourd'hui

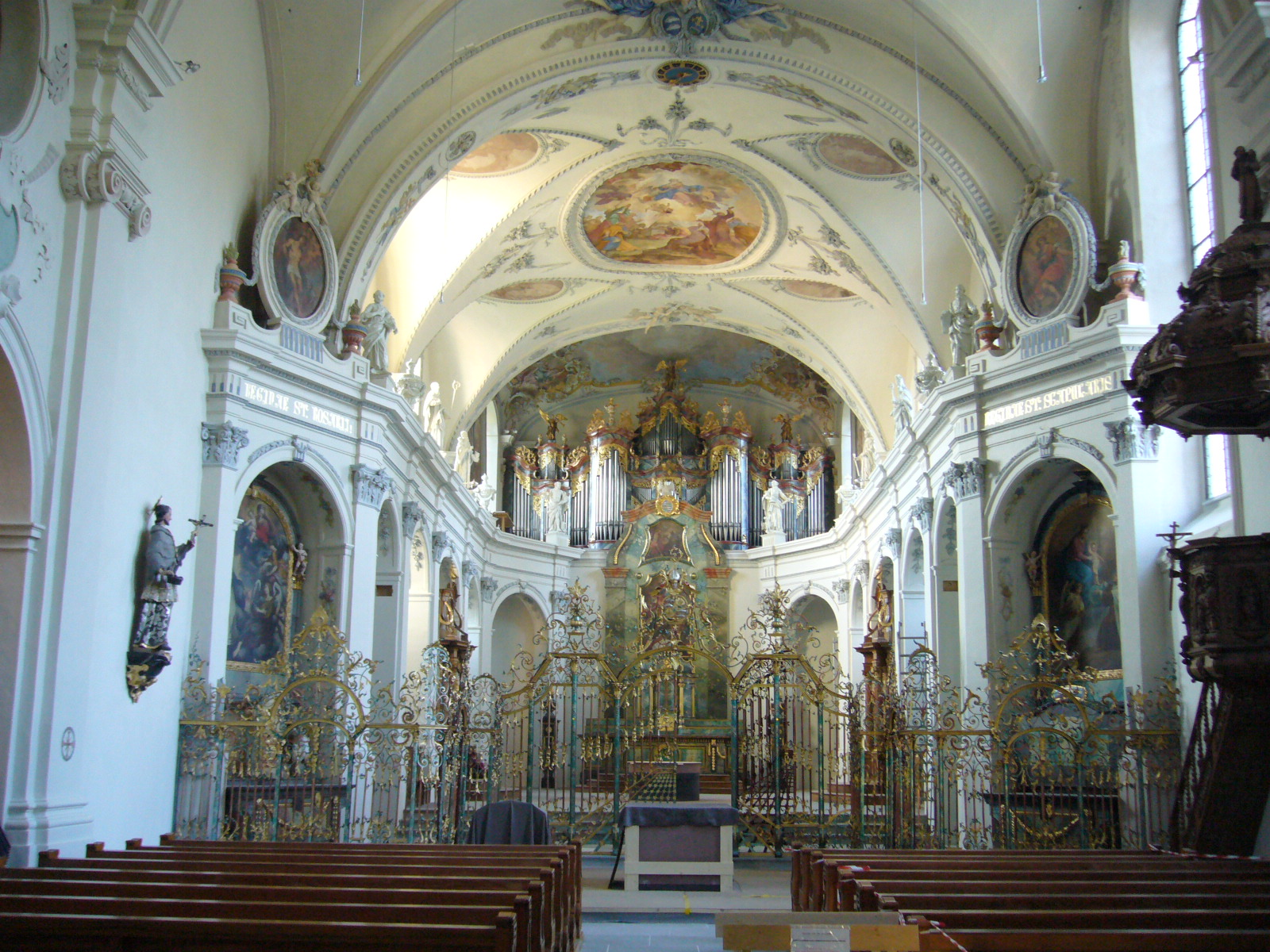
Intérieur de l'église abbatiale.

Lorsqu'en 1973 l'article de la constitution suisse qui interdisait l'installation de nouveaux couvents et la refondation d'anciens fut aboli, les Bénédictins revinrent à Fischingen et y ouvrirent un prieuré, tandis que l'église abbatiale continuait de demeurer aussi église paroissiale.
Fischingen a fait partie de la congrégation bénédictine de Suisse instituée par le pape Clément VIII de 1602 à 1848, elle en fait à nouveau partie depuis 1977.

## Sources
- (de) Cet article est partiellement ou en totalité issu de l’article de Wikipédia en allemand intitulé « Kloster Fischingen » (voir la liste des auteurs).